# Каваґуті (Сайтама)

35°48′28″ пн. ш. 139°43′27″ сх. д. / 35.80778° пн. ш. 139.72417° сх. д.
Каваґу́ті (яп. 川口市, かわぐちし, МФА: [kawagut͡ɕi̥ ɕi]) — місто в Японії, в префектурі Сайтама.

## Короткі відомості
Розташоване в південно-східній частині префектури, на берегах річки Ара. Виникло на місці поселення ливарників, що постало у періоду Едо. Основою економіки є машинобудування та важка промисловість. Станом на 1 жовтня 2008 площа міста становила 55,75 км². Станом на 1 січня 2009 населення міста становило 497 875 осіб.